# Scout Car S1
Scout Car S1 — австралийский лёгкий, разведывательный бронеавтомобиль времён Второй Мировой войны.

## История
В начале 1942 года Американский Экспедиционный Корпус в Австралии (United States Army Force in Australia — USAFIA) заказал легкий бронеавтомобиль для охраны аэродромов и боевого патрулирования, который можно было производить на месте текущей дислокации. В ответ, подчиняясь договору о сотрудничестве (так сказать — обратный ленд-лиз), Австралийские инженеры представили на рассмотрение две опытные бронемашины. Первая из них строилась на базе автомобиля Ford F15 шасси которого имело колесную формулу 4х2. Второй опытный образец имел шасси F15A с полным приводом на все колеса. Вооружение обеих машин состояло из одного 7,62-мм и 12,7-мм пулеметов Browning, установленных по типу бронеавтомобиля Scout Car М3. Бронеавтомобили получили название Scout Car S1 и были приняты к производству в 1943 г. Собственно, серийно выпускались только машины на шасси F15 — к 1944 г. их собрали 45 штук, в то время как полноприводная модификация осталась лишь в опытном экземпляре. Их строевая эксплуатация заняла чуть больше года, после чего все S1 были переданы Австралии и впоследствии разошлись с аукционов. В настоящий момент сохранилась только одна машина этого типа, находящаяся в г. Мариба штата Северный Куинсленд.